# داغ ننگ (فیلم ۲۰۰۴)
«داغ ننگ» (انگلیسی: The Scarlet Letter (2004 film)) فیلمی در ژانر درام است که در سال ۲۰۰۴ منتشر شد. از بازیگران آن می‌توان به لی ایون جو، سونگ هیون آ، و آم جی وون اشاره کرد.